# Pseudo-Crouzon-Syndrom
Das Pseudo-Crouzon-Syndrom ist eine Variante des Crouzon-Syndromes, bei der weder eine familiäre Häufung noch eine mandibuläre Prognathie vorliegen.
Die Erstbeschreibung und Namensprägung stammt aus dem Jahre 1953 durch den schweizerischen Augenarzt Adolphe Franceschetti (1896–1968).
Die Eigenständigkeit als Syndrom wird bestritten.